# بيرني ميرفي
بيرني ميرفي (بالإنجليزية: Bernie Murphy)‏ هو لاعب قذف أيرلندي، ولد في 1923 في كورك في جمهورية أيرلندا.